# Onthophagus wagamen
Onthophagus wagamen är en skalbaggsart som beskrevs av Matthews 1972. Onthophagus wagamen ingår i släktet Onthophagus och familjen bladhorningar. Inga underarter finns listade i Catalogue of Life.